# Follia!
Follia! (Deranged) è un film dell'orrore del 1987 diretto da Chuck Vincent.

## Trama
Joyce sembra avere una vita perfetta: arriva da una famiglia agiata e vive in un grazioso appartamento con il marito Frank, ed ora sta per dare alla luce un bambino. Ma non tutto è perfetto come sembra: da sola in casa mentre il marito è partito per Londra per affari, viene attaccata da un intruso. In Joyce, fortemente instabile, questo evento scatena la bambina spaventata. Da questo episodio, nella completa solitudine, interrotta solo dalle visite indesiderate della sorella Mary Ann e dal fattorino Danny, verranno messe in mostra le sue allucinazioni sull'infanzia infelice col suo amato padre suicida ed un immaginario psicologo con cui Joyce parla. Alla scoperta che la sorella e il marito hanno una relazione, si potranno capire molte cose di questa donna/bambina che trova come unico modo possibile di sopravvivenza lo sbarazzarsi delle persone che le fanno del male. Fino al capitolo finale.